# 165
Cette page concerne l'année 165  du calendrier julien. Pour l'année 165 av. J.-C., voir 165 av. J.-C. Pour le nombre 165, voir 165 (nombre).
L'année 165 est une année commune qui commence un lundi.

## Événements
- Les Romains prennent Édesse et conquièrent le nord de la Mésopotamie, rétablissant le roi Mannus sous protectorat romain en Osroène ; ils poursuivent les Parthes jusqu'à Nisibe, prise elle aussi. Pendant sa retraite, le général parthe Chosroès doit traverser le Tigre à la nage et se réfugier dans une caverne. Cette partie des opérations est peut-être menée par le légat de Macédoine Publius Martius Verus. Pendant ce temps, le futur gouverneur de Syrie, Avidius Cassius, à la tête de la Legio III Gallica, traverse l’Euphrate et envahit le territoire parthe. Après une importante bataille à Doura Europos où il installe une garnison de Palmyréniens, il marche vers le sud à travers la Mésopotamie vers Séleucie du Tigre et Ctésiphon. Il entre dans Séleucie avec l'aide de la population grecque de la ville, puis prend Ctésiphon où il incendie le palais des rois parthes. Il ne peut empêcher le sac de Séleucie du Tigre par ses hommes. Il fait ensuite retraite en ordre, peut-être contraint par une épidémie de variole, dénommée peste antonine[1].

- À l'annonce de la victoire Lucius Verus prend le titre de Parthicus maximus[1].
- En Écosse actuelle, à la suite de nouvelles agressions de la part des Brigantes, les Romains abandonnent le Mur d'Antonin et se replient sur le Mur d'Hadrien (date discutée)[2].
- Le philosophe chrétien Justin de Naplouse est exécuté à Rome avec six autres personnes dont une femme pour avoir refusé de sacrifier aux dieux de l'empereur (165 ou début 166)[3].
- Marc Aurèle crée quatre circonscriptions juridiques (iuridici) en Italie (5 avec l’agglomération de Rome)[4].

## Décès en 165
- Martyres de l’écrivain chrétien Justin de Naplouse (100-165), de Félicité et de ses sept fils.
- Appien d'Alexandrie.